# 黒川洵子
黒川 洵子（くろかわ じゅんこ）は、日本の薬剤師、薬学者（薬理学・性差薬学・薬効安全性学・細胞生理学）。学位は博士（薬学）（東京大学・1998年）。静岡県立大学薬学部教授・大学院薬学研究院教授、日本学術会議連携会員。
東京大学大学院薬学系研究科教務補佐員、ジョージタウン大学博士研究員、コロンビア大学助手、東京医科歯科大学難治疾患研究所助教授、東京医科歯科大学難治疾患研究所准教授などを歴任した。

## 概要
薬理学、性差薬学、薬効安全性学、細胞生理学を専攻する薬学者である。体細胞の生理機能の研究や、薬理作用の性差の研究などで知られる。東京大学に勤務したのち、ジョージタウン大学で研究に従事し、コロンビア大学、東京医科歯科大学、静岡県立大学で教鞭を執った。

## 来歴

### 生い立ち
東京大学に進学し、薬学部にて学んだ。1993年、東京大学を卒業した。そのまま東京大学の大学院に進学し、薬学系研究科にて生命薬学を学んだ。1998年3月、東京大学の大学院における博士課程を修了した。それに伴い、博士（薬学）の学位を取得した。

### 研究者として
大学院修了後は、母校である東京大学の大学院にて、薬学系研究科の教務補佐員を務めた。その後、アメリカ合衆国に渡り、1998年9月から1999年6月まで、ジョージタウン大学にて薬理学の博士研究員を務めた。1999年7月からはコロンビア大学に転じ、博士研究員を2003年まで務めた。2003年から2004年8月までは、日本学術振興会の海外特別研究員としてコロンビア大学に在籍するとともに、コロンビア大学の助手に就任した。
その後、日本に帰国し、2004年9月より東京医科歯科大学に勤務することになった。東京医科歯科大学では、2006年6月まで難治疾患研究所の助教を務めた。難治疾患研究所においては、先端分子医学研究部門にて生体情報薬理学を担当した。2006年7月、東京医科歯科大学にて難治疾患研究所の助教授に昇任し、のちに学校教育法の改正により准教授となった。難治疾患研究所では、引き続き先端分子医学研究部門にて生体情報薬理学を担当した。また、2011年4月からは、東京医科歯科大学の大学院にて、医歯学総合研究科の准教授を兼務することとなった。医歯学総合研究科においては、主として生命理工学系専攻の講義を担当し、生命理工学講座の生体情報薬理学を受け持った。なお、東京医科歯科大学で教鞭を執る傍ら、日本学術振興会にて2008年4月から2010年3月にかけて特別研究員等審査会の専門委員と国際事業委員会の書面審査員を兼任し、2011年から2013年にかけては科学研究費審査第三部会の医歯薬学I小委員会にて専門委員を兼任した。
2016年11月1日、静岡県立大学に転じ、薬学部の教授に就任した。薬学部においては、主として薬学科の講義を担当した。また、内閣府の特別の機関である日本学術会議においては連携会員に選任され、薬学委員会の医療系薬学分科会では幹事を務めた。

## 研究
専門は薬学であり、特に薬理学一般や薬理系薬学など薬理学に関連する分野を研究していた。また、岡田純一らとの共同研究により、スーパーコンピュータ上で医薬品の副作用による不整脈発生リスクを予測するシミュレーションモデルの開発に史上初めて成功した。従来は副作用による致死性不整脈を検出する有効な手法が存在しなかったが、このシミュレーションモデルによりどの程度の投与量で不整脈が発生するか予測できるようになり、動物実験や臨床試験の一部を代替することが可能となった。
学術団体としては、日本薬理学会、日本薬学会、日本生理学会、アメリカ生物物理学会、日本毒性学会、アメリカ心臓学会、日本循環薬理学会、日本循環器学会などに所属していた。日本薬学会においては、2010年4月から2016年3月までファルマシア委員を務め、2015年4月から2017年3月まで代議員を務めた。日本生理学会においては、2014年4月から学術評議員を務めた。そのほか、日本薬理学会の代議員や日本毒性学会の編集委員なども務めた。また、2013年12月には、LQT談話会の有識者会議にて委員を務めた。

## 人物
資格・免許
薬剤師の資格を持っている。
時間管理
情報通信技術の活用による効率化を模索しており、妊娠時に教務や研究の時間を確保するため、ネットワークを介して学生とコミュニケーションをとっていた。

## 略歴
- 1993年 - 東京大学薬学部卒業。
- 1998年 - 東京大学大学院薬学系研究科博士課程修了。
- 1998年 - 東京大学大学院薬学系研究科薬学系研究科教務補佐員。
- 1998年 - ジョージタウン大学博士研究員。
- 1999年 - コロンビア大学博士研究員。
- 2003年 - 日本学術振興会海外特別研究員。
- 2003年 - コロンビア大学助手。
- 2004年 - 東京医科歯科大学難治疾患研究所助教。
- 2006年 - 東京医科歯科大学難治疾患研究所助教授。
- 2007年 - 東京医科歯科大学難治疾患研究所准教授。
- 2008年 - 日本学術振興会特別研究員等審査会専門委員。
- 2008年 - 日本学術振興会国際事業委員会書面審査員。
- 2009年 - 医薬情報担当者教育センター試験委員会委員。
- 2010年 - 日本薬学会ファルマシア委員。
- 2011年 - 東京医科歯科大学大学院医歯学総合研究科准教授。
- 2011年 - 日本学術振興会科学研究費審査第三部会医歯薬学I小委員会専門委員。
- 2013年 - LQT談話会有識者会議委員。
- 2014年 - 日本生理学会学術評議員。
- 2015年 - 日本薬学会代議員。
- 2016年 - 静岡県立大学薬学部教授。